# Palais Caccia Peruzzi
Le Palazzo Caccia Peruzzi est situé 19-21 via de' Benci, dans le centre historique de Florence.

## Histoire et description
Le bâtiment présente au rez-de-chaussée de grandes et solides arcades du XIVe siècle : les étages supérieurs indiquent par contre le résultat des agrandissements et des réaménagements ultérieurs réalisés entre le XIXe et le début du  XXe siècle.
À l'origine, le bâtiment, comme l'indique la continuité des arcs, ne faisait qu'un avec celui du numéro 23 (Palazzo Mari), constituant une grande propriété appartenant à la famille Peruzzi.
Après avoir acheté à plusieurs reprises à partir de 1286 les pans des anciens murs (1172-1175) qui se trouvaient à cet endroit, les Peruzzi achetèrent le terrain à l'extérieur des fortifications en 1313, puis érigèrent le bâtiment à partir d'avril 1317 et l'achevèrent en décembre 1319 : les documents d'archives précisent le déroulement des travaux.
Les registres fonciers de la seconde moitié du XVIIe siècle documentent la propriété comme étant encore intacte, de sorte que depuis l'arc des Peruzzi jusqu'à l'angle de la piazza Santa Croce, tout appartenait à Bindo Peruzzi.
De nombreux fers (ferro) pour attacher la longe des chevaux du XIVe siècle subsistent sur la façade. L'état du bâtiment vers la fin du XVIIIe siècle est en partie documenté par la gravure d'Antonio Terreni Vue de l'Arc de Peruzzi.

## Bibliographie

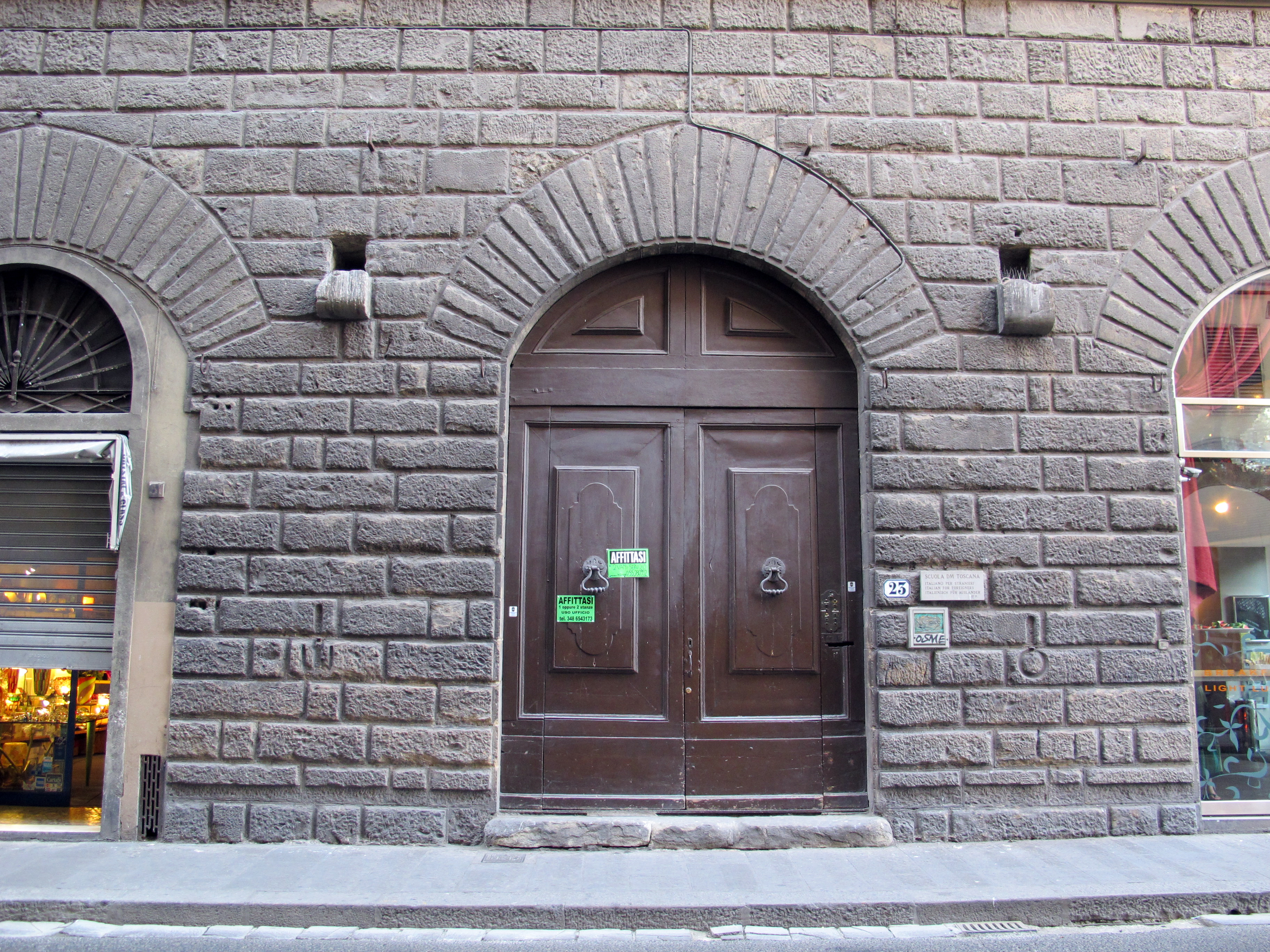
Portails cintrés sur via de' Benci.